# Рощина, Вера Георгиевна
́
Вера Георгиевна Ро́щина (1902—1968) — советская театральная актриса. Заслуженная артистка РСФСР (1956).

## Биография
Родилась 15 (28 августа) 1902 года в селе Ивановское (ныне Жуковский район, Калужская область).
Состояла в любительском театральном кружке (Макеевка). Гастролировала в составе труппы А. Б. Тамарова. Позднее работала в театрах Рязани, Белгорода, Курска, Орла, Осташкова, Брянска, Витебска. С 1934 года — на сцене Воронежского Молодого театра, где постоянным партнером был ее будущий муж (С. И. Папов). С 1940 года – в Воронежском областном драматическом театре. 
В 1950 — 1965 годы являлась депутатом Воронежского областного Совета депутатов трудящихся.
С 1966 года вместе с мужем жила в Московском ДВС имени А. А. Яблочкиной.
Умерла 14 июля 1968 года. Похоронена в Воронеже на Коминтерновское кладбище.

## Роли в театре

### Ивановский театр
- играла в пьесах Шекспира «Ромео и Джульетта», «Двенадцатая ночь», «Укрощение строптивой», «Много шума из ничего».

### Воронежский академический театр драмы имени А. В. Кольцова
- «Парень из нашего города» К. М. Симонова — Варя
- «Русские люди» К. М. Симонова — Валя
- «За тех, кто в море» Б. А. Лавренёва — Евгения Шабунина
- «Калиновая роща» А. Е. Корнейчука — Наталья Никитична Ковшик
- «Месяц в деревне» И. С. Тургенева — Наталья Петровна Ислаева
- «Обрыв» И. А. Гончарова — Татьяна Марковна Бережкова

## Признание
- заслуженная артистка РСФСР (20.4.1956)
- медали